# Inden (Rheinland)
Inden ist eine Gemeinde im nordrheinischen Kreis Düren in Nordrhein-Westfalen (Deutschland). Sie gehörte bis zum 1. Januar 1972 zum Kreis Jülich.

## Geografie
Höchste Erhebung: Goltsteinkuppe 143,5 m ü. NHN
Tiefster Punkt: Viehöven 90 m ü. NHN

### Geografische Lage
Das Gebiet der Gemeinde bildet den Übergang der Zülpicher zur Jülicher Börde.
Die Gemeinde wurde seit Ende der 1990er Jahre zum Großteil abgebaggert wegen des Braunkohletagebaus Inden durch die RWE Power AG (bis 2003 Rheinbraun). Im Halbkreis der Ortsteile Frenz/Lamersdorf/Lucherberg entstand das neue Ortszentrum mit Namen Inden/Altdorf. 2005 begann die Umsiedlung der Ortschaft Pier. Der neue Ort Pier liegt in der Gemeinde Langerwehe. Durch die Ortsteile Frenz und Lamersdorf fließt die Inde. Mit großem Aufwand wurde 2005 die Inde auf Neuland um den vorrückenden Tagebau herum umgeleitet.
Bereits 2008 wurde über die Rekultivierung des Restloches im Jahre 2030 gesprochen, weil der Kreis Düren ein neues Verkehrskonzept erstellen muss. Ursprünglich sollte das Restloch über eine Bandstraße mit Erdreich aus dem Tagebau Hambach verfüllt werden. Im September 2006 wurde dem Gemeinderat Inden erstmals ein Konzept für einen Freizeitsee mit einer Fläche von 1300 ha vorgelegt. Damit wäre der Restsee im Jahre 2035 etwa so groß wie der Tegernsee. Merken, Lucherberg, Schophoven und Kirchberg wären dann Seeranddörfer. Mit der Bezeichnung Indescher See gäbe es für den Restsee auch schon einen Namen. Es handelt sich nicht um das Projekt Indeland.

### Nachbargemeinden
Die Nachbargemeinden von Inden sind, im Uhrzeigersinn im Norden beginnend: Jülich, Niederzier, Düren, Langerwehe, Eschweiler (Städteregion Aachen) und Aldenhoven.

## Gemeindegliederung

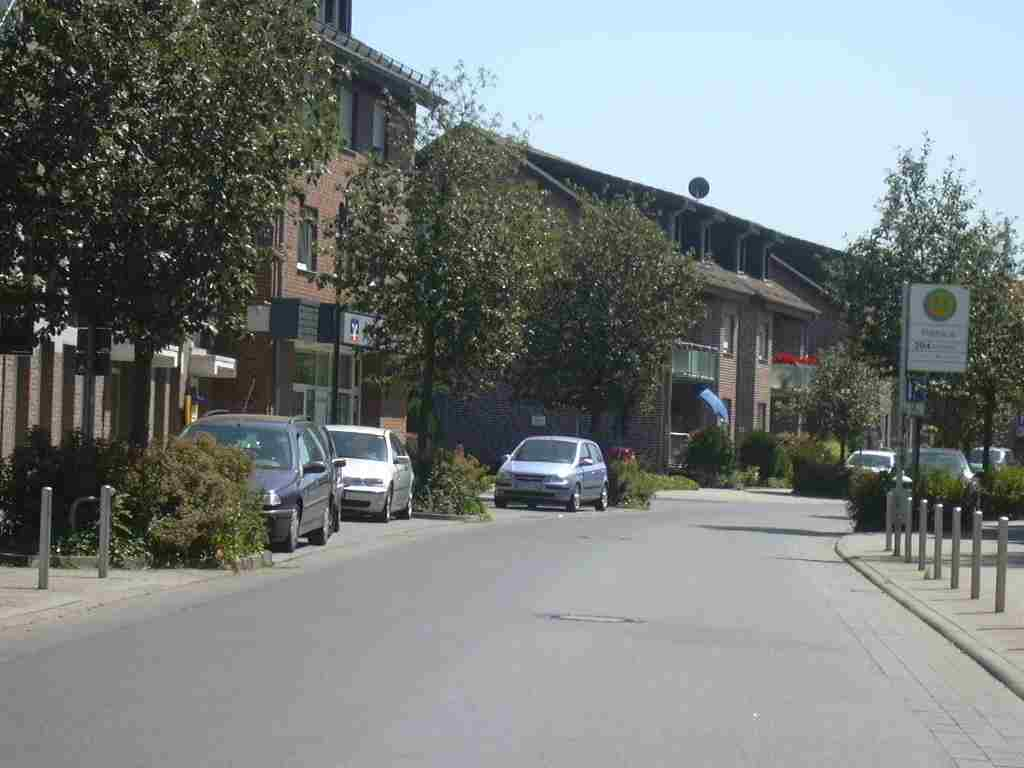
Die Ortslage
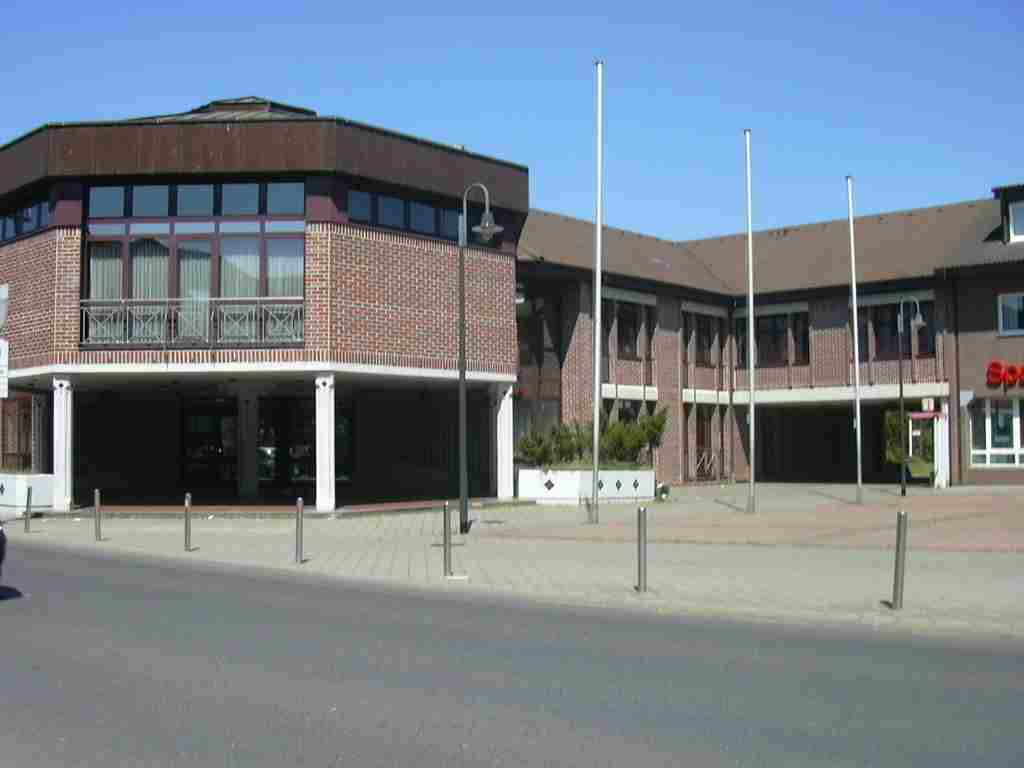
Das Rathaus

- Frenz
- Inden/Altdorf
- Lamersdorf
- Lucherberg
- Schophoven
- Viehöven

### Abgebaggerte Ortschaften
- Altdorf
- Geuenich
- Inden (Alt-Inden)
- Pier
- Pommenich
- Vilvenich

## Geschichte
Um Christi Geburt bestand bei Pommenich ein Dorf aus 18 Gebäuden, die vierschiffig waren und 15 × 8 m maßen. Sie besaßen an den Längsseiten je einen Zugang, selten einen dritten. Statt der sonst geläufigen Gruben zur Vorratshaltung fanden sich zahlreiche Vierpfostenspeicher.
Am 1. Januar 1972 wurden die damaligen Gemeinden Altdorf, Frenz, Lamersdorf, Lucherberg, Pier und Schophoven nach Inden eingemeindet.

## Politik

### Gemeinderat
Der Gemeinderat ist die kommunale Volksvertretung der Gemeinde Inden. Über die Zusammensetzung entscheiden die Bürger alle fünf Jahre, zuletzt am 13. September 2020.

### Bürgermeister
Stefan Pfennings (UDB Inden e. V.) wurde 2020 zum Bürgermeister von Inden gewählt. Zuvor amtierte seit 2015 der parteilose Rechtsanwalt Jörn Langefeld. Er trat nicht zur Wiederwahl an.

### Wappen und Flagge

Wappen der Gemeinde Inden
Flagge der Gemeinde Inden

Der Gemeinde Inden ist mit Urkunde des Regierungspräsidenten in Köln vom 6. Mai 1974 das Recht zur Führung eines Wappens und einer Flagge verliehen worden.
Blasonierung: „Unter silbernem Schildhaupt in Blau eine Kirche in verwechselten Farben in Frontalansicht mit stumpfwinkligem Dach, darauf ein Balkendachreiter mit ins Schildhaupt reichendem sechsseitigem Spitzhelm, beide Giebelenden und der Dachreiter besteckt mit je einem Tatzenkreuz, im offenen säulengerahmten Portal eingefasst ein gotischer Schild, darin in Gold ein rotbewehrter und rotbezungter schwarzer Löwe.“
Beschreibung der Flagge: „Blau-Weiß-Blau im Verhältnis 1:4:1 längsgestreift, mit dem Wappenschild der Gemeinde in der Mitte.“

## Sehenswürdigkeiten
- Gut Lützeler in Inden/Altdorf
- Gut Müllenark in Schophoven
- Aussichtspunkt Tagebau Inden
- Haus Pesch in Pier
- Indeniederung
- Katholische Pfarrkirche St. Nikolaus Frenz
- Katholische Pfarrkirche St. Cornelius Lamersdorf
- Katholische Pfarrkirche St. Clemens und St. Pankratius Inden/Altdorf

### Bauwerke
Weithin sichtbar weist das in Eschweiler liegende Kraftwerk Weisweiler den Weg nach Inden, welches direkt am Gemeinderand liegt. Als alte Gutshöfe unter Denkmalschutz stehen das Haus Lützeler und Gut Merödgen in Inden/Altdorf sowie das Gut Müllenark in Schophoven. Seit 2009 besitzt Inden mit dem Indemann, einen 36 m hohen Aussichtsturm auf der Goltsteinkuppe, ein neues Wahrzeichen, das Ausblick auf den Tagebau Inden und das Umland bietet.
Am 6. Dezember 2011 wurde auf der ehemaligen Müllkippe der Gemeinde Inden in der Nähe des Kraftwerks der größte Solarpark in NRW eingeweiht.

### Sport
Inden/Altdorf hat einen Fußballclub, einen Schützenverein, einen Tennisverein und einen Handballverein. Für den Jugendsport hat die Gemeinde Inden außerdem eine Skaterbahn in der Nähe der Hauptschule finanziert.

### Museum
Siehe Ortsgeschichtliches Museum Inden in Lucherberg

## Wirtschaft und Infrastruktur

### Verkehr
Inden liegt an der teilweise stillgelegten Bundesstraße 56 und an der Bundesautobahn 4. Die nächsten Anschlussstellen der Autobahn sind Weisweiler/Eschweiler-Ost (5c) und Langerwehe/Inden (5d).
Buslinien verbinden Inden in alle Himmelsrichtungen mit Kirchberg, Jülich, Krauthausen, Niederzier, Merken, Düren, Luchem, Langerwehe, Weisweiler und Eschweiler. Alle Linien sind mit dem Tarif des Aachener Verkehrsverbunds benutzbar.
Inden besaß von 1873 bis 1983 eine Anbindung an den Schienenverkehr mit einem eigenen Bahnhof an der Bahnstrecke Stolberg – Jülich. Dessen Empfangsgebäude wurde im Zweiten Weltkrieg durch Luftangriffe zerstört und nicht wieder aufgebaut, sondern durch ein kleines Unterstellhäuschen ersetzt. Die Strecke zwischen Stolberg und Jülich wurde 1983 im Personenverkehr stillgelegt und zwischen Frenz und Jülich abgebaut. Der auf Indener Gemeindegebiet verbliebene Abschnitt zwischen Weisweiler und Frenz wird nicht mehr für den ÖPNV genutzt, sondern ausschließlich im Güterverkehr betrieben. Es verkehren hier Kalkmehlzüge für das Kohlekraftwerk Weisweiler. Heute sind das Areal des Bahnhofs Inden und die entsprechende Trasse abgebaggert, mitsamt dem alten Ort.
Von 1927 bis 1965 war Inden zudem Endpunkt der Bahnstrecke Düren – Inden. Diese in Meterspur gebaute elektrische Überlandstraßenbahn von Düren über Merken und Pier nach Inden wurde von der Dürener Eisenbahn AG betrieben. Bis in den Indener Ortsteil Pier war die Strecke von Düren bereits 1908 geführt worden, zunächst noch als Dampfstraßenbahn.

## Persönlichkeiten
- Jakob Gerhard Engels (1826–1897), evangelischer Pastor und Pietist
- Wilhelm Johnen (1902–1980), Politiker (CDU), Landtagspräsident von Nordrhein-Westfalen
- Erich Pelzer (* 1950), Historiker und Hochschullehrer
- Wolfgang Dietrich (1951–2016), Politiker (CDU), Mitglied des Landtags von Nordrhein-Westfalen